# Amber Road
Basée aux États-Unis, Amber Road, Inc. est un éditeur de logiciel indépendant spécialisé dans les solutions de gestion du commerce international (Global Trade Management en anglais). Amber Road opère depuis son siège social à  East Rutherford, dans le New Jersey (États-Unis), son siège européen à Munich, en Allemagne, ainsi que depuis les bureaux de McLean en Virginie (États-Unis), Hong Kong, Shanghai et Shenzhen (Chine) et Bangalore (Inde). Les solutions Amber Road sont utilisées par des entreprises situées dans plus de 80 pays à travers le monde,,.
C'est une filiale de E2open depuis 2019.

## Histoire
Fondée en 1990 aux États-Unis par John et James Preuninger sous le nom de Management Dynamics, Inc, la société est rebaptisée Amber Road en 2011.
À la suite de sa forte croissance internationale, la société décide d’ouvrir un siège EMEA (Europe Middle East & Africa) à Munich en 2013 . En 2014, Amber Road fait son entrée en bourse à New-York (NYSE),.
Depuis sa création, les entreprises suivantes ont été acquises: Bridgepoint, NextLinx,, EasyCargo (2013) et ecVision (2015).
Le 7 avril 2019 Amber Road est racheté par E2open.
À la suite de l’offre publique d’achat et de la fusion, Amber Road est devenue une filiale privée de E2open et les actions d’Amber Road ont cessé d’être échangées sur le marché.

## Produit
Amber Road développe des solutions de gestion du commerce international (Global Trade Management) proposées en logiciel en tant que service (SaaS). Celles-ci sont accompagnées d’une base de données réglementaire numérisée intégrale, connue sous la marque Global Knowledge, comprenant l’ensemble des règlementations gouvernementales et commerciales à travers le monde. L'objectif du logiciel de gestion du commerce international (Global Trade Management) est d'assurer la visibilité et l'automatisation du commerce extérieur et la gestion de la chaîne d'approvisionnement ,,. Les solutions sont fréquemment intégrées au sein des systèmes de planification des ressources de l'entreprise (Progiciel de gestion intégré) ,.